# Mossoró
Mossoró, amtlich Município de Mossoró, ist eine brasilianische Stadt im nordöstlichsten Bundesstaat Rio Grande do Norte mit zum 1. Juli 2021 geschätzten 303.792 Einwohnern, die auf rund 2100 km² leben und Mossoroenser genannt werden. Der urbane Teil umfasst etwa 74 km².

## Allgemeines
Die Stadt mit 27 Stadtteilen, bairros, liegt zwischen Küste und Sertão am Fluss Rio Apodi (Rio Apodi/Mossoró). Mossoró ist mit 270 Kilometern gleich weit entfernt von der Hauptstadt des Bundesstaates Natal und von Fortaleza. Wichtig sind die Meersalzgewinnung und die Zementproduktion und vor allem ist Mossoró ein Zentrum der inländischen Ölförderung und -verarbeitung.
Umliegende Gemeinden sind Tibau und Grossos im Norden, Areia Branca im Nordosten, Serra do Mel im Osten, Assu im Südosten, Upanema und Governador Dix-Sept Rosado im Süden, Baraúna im Westen und Aracati (CE) im Nordwesten.
Städtespitznamen sind Capital do Oeste Potiguar, Capital Nacional do Semiárido, Capital Cultural do Rio Grande do Norte, Terra de Santa Luzia, Terra do Sol, do Sal e do Petróleo und Terra da Liberdade. 
Die Stadt ist Standort von drei Universitäten, darunter Sitz der Universidade do Estado do Rio Grande do Norte.
Mossoró wird bei den meisten Transatlantikflügen zwischen Europa und Südamerika von Passagierflugzeugen von und nach Mitteleuropa als erste bzw. letzte Stadt auf brasilianischem Boden direkt überflogen. Mossoró hat ein Drehfunkfeuer für die Flugzeugnavigation.
Für Brasilianer wichtig ist die Robin-Hood-Figur des Cangaceiro Virgulino Ferreira da Silva, genannt „Lampeão“. Er hatte im Jahr 1927 die Stadt Mossoró belagert und attackiert. Zur Erinnerung errichtete die Stadt das Museum Memorial da Resistência Mossoroense.

## Bistum Mossoró
- Bistum Mossoró

## Söhne und Töchter der Stadt
- José de Medeiros Leite (1898–1977), römisch-katholischer Geistlicher, Bischof von Oliveira
- Bececê (* 1936), ehemaliger Fußballspieler
- Oto Agripino Maia (* 1943), Diplomat
- Raimundo Nonato da Silva (* 1967), ehemaliger Fußballspieler
- José Márcio da Costa (* 1983), Fußballspieler
- João Batista Lima Gomes (* 1985), Fußballspieler
- Adalgisio Pitbull (* 1989), Fußballspieler